# La Forteresse vide
La Forteresse vide (v. o. anglais : The Empty Fortress), sous-titré L'Autisme infantile et la Naissance du soi, est un essai de Bruno Bettelheim traitant de l'autisme infantile vu par le prisme des théories psychanalytiques de l'époque, paru en 1967 aux États-Unis, et traduit en français par Roland Humery deux ans plus tard. L'ouvrage est une étude de cas de trois enfants autistes non-verbaux pris en charge par l'école orthogénique, Laurie, Marcia et Joey, que l'auteur décrit comme « enfermés dans leur forteresse vide ». Bruno Bettelheim détaille ses efforts et ceux de son équipe pour communiquer avec ces enfants. Il effectue une analyse critique de la littérature consacrée à l'autisme infantile et au mythe des enfants sauvages, développe une hypothèse causale pour l'origine de l'autisme qu'il attribue à l'attitude des parents, et notamment au manque d'amour et d'empathie de la mère. Il expose aussi ses idées sur la constitution du Soi.
L'ouvrage est qualifié de junk science, en ce qu'il avance de très bons taux de « guérison » sans avancer la moindre preuve ; par ailleurs, l'hypothèse de la mère réfrigérateur soutenue par Bettelheim dans La Forteresse vide jamais été vérifiée par une seule étude avec groupe de contrôle. Les hypothèses soutenues par cet ouvrage sont désormais abandonnées dans la plupart des pays, car invalidées par la science.
Bettelheim exerce une forte influence sur les psychanalystes français qui s'occupent d'enfants autistes. Le comité consultatif national d'éthique a jugé la diffusion de La Forteresse vide comme responsable d'une souffrance inutile des parents d'enfants autistes en France, et de l’absence d'interventions adaptées.

## Contenu de l'ouvrage
Dans son organisation, La Forteresse vide a l'apparence d'un travail scientifique, l'ouvrage débutant par une introduction dans laquelle Bettelheim expose son hypothèse et sa méthodologie, et se terminant par une conclusion ainsi qu'une discussion à propos des implications de son étude. Cependant, le contenu du livre ne répond pas aux normes d'un travail scientifique.

### Théories sur l'origine de l'autisme
Il cite Anna Freud pour dire : « Heureusement, les psychanalystes commencent à dénoncer le spectre de la mère rejetante ». Il ajoute que toutes les mères, et pas seulement les mères d'enfants autistes, ont des intentions destructrices à côté de leurs intentions aimantes... ainsi que tous les pères : « ce n'est pas l'attitude maternelle qui produit l'autisme, mais la réaction spontanée de l'enfant à cette attitude ». Paradoxalement, Bettelheim écrit aussi :

« Tout au long de ce livre, je soutiens que le facteur qui précipite l'enfant dans l'autisme infantile est le désir de ses parents qu'il n'existe pas. »

Bettelheim cite également le psychiatre Leo Kanner, pour s'opposer à sa conclusion d'une origine biologique de l'autisme.

## Histoire
Aux États-Unis, bien que The Empty Fortress fasse l'objet de quelques critiques lors de sa sortie, les opinions positives se révèlent bien plus nombreuses que les négatives, entraînant une large acceptation de l'hypothèse qui y est soutenue parmi certains cercles des professionnels de l'autisme, celle de la « mère réfrigérateur » comme origine de l'autisme chez son enfant.
D'après Katherine DeMaria Severson, Denise Jodlowski et James Arnt Aune, « La Forteresse vide bénéficie de l'éthos de Bettelheim ainsi que de la fascination des Américains pour l'Holocauste et la psychanalyse ». Bettelheim jouit d'une grande célébrité durant les années 1960, et bien qu'il n'ait pas publié au préalable dans des revues scientifiques légitimes, dispose d'une grande expérience en matière de vulgarisation de ses idées. Une version abrégée de l'histoire de Joey the Mechanical Boy, publiée dans Scientific American, a notamment été recyclée pour donner l'une des études de cas publiées dans The Empty Fortress.
L'ouvrage de Bettelheim est traduit par un éditeur parisien en 1969, et se diffuse très rapidement parmi les psychanalystes français. Cependant, d'après Jacques Hochmann, c'est surtout l'émission télévisée de Daniel Karlin, en 1974, qui contribue à le faire connaître, puisque l'auteur donne plusieurs conférences et séminaires en France cette année-là.

## Critiques et controverses
Le premier opposant aux idées développées dans La Forteresse vide est Bernard Rimland, qui soutient une origine biologique de l'autisme, et auquel Bettelheim répond dans la postface de son ouvrage en usant de l'argument d'autorité et d'auto-citations, arguant de l'expérience de l'école orthogénique avec les enfants autistes.
En 1984, Théo Peeters publie Autisme : La forteresse éclatée (traduit en français en 1988), ouvrage qui s'oppose à La forteresse vide, en affirmant que les parents ne sont en rien responsables de l'autisme de leur enfant.
Dans un article publié par la revue Nature en 2005, le Dr Michael Fitzpatrick qualifie La Forteresse vide de junk science.
Dans cet ouvrage, Bettelheim revendique aussi un taux de succès de 85 % avec les enfants autistes de son école orthogénique, en s'appuyant sur une rhétorique faussement scientifique ; sa revendication n'est soutenue par aucune étude avec groupe de contrôle, ce qui a conduit plusieurs auteurs à la classer parmi les pseudosciences,,.
La théorie de la mère réfrigérateur, formulée initialement par Leo Kanner et reprise (sans utiliser ce nom) par Bettelheim dans son ouvrage[Où ?], est classée par J. D. Herbert et al. parmi les fictions et la pseudoscience. Selon Jacques Hochmann, Kanner — au début du moins de son approche de l'autisme — remarque « chez les parents un profil singulier : une mère qu’il décrit comme faussement affectueuse, superficielle, en fait froide voire « réfrigérateur » [...], un père intellectuel, perdu dans ses pensées ou ses soucis de carrière. ». Pour Jacques Hochmann, « réfrigérateur » est le mot de Kanner et non celui de Bettelheim à qui il a été « fautivement attribué » et qui « ne l’a jamais prononcé ».

## Impact de l'ouvrage
Fitzpatrick signale l'importante souffrance que l'hypothèse soutenue par Bettelheim dans La Forteresse vide a causé aux enfants autistes et à leurs parents : « C'est le livre qui a popularisé la théorie psychodynamique selon laquelle l'autisme est le résultat d'une éducation parentale défectueuse - une notion qui a provoqué une grande détresse lorsque les enfants ont été retirés de leurs "mères frigos" et de leurs "pères distants et obsessionnels", et soumis à une psychothérapie intensive dans des institutions résidentielles ». À l'époque de la publication de son article (2005), Fitzpatrick ajoute que The Empty Fortress est un ouvrage d'intérêt uniquement historique.
Pour Dominique Bourdin, « l'esprit antirépressif de l'ouvrage et sa contestation de l'autorité parentale furent glorifiés » parmi les cercles psychanalytiques français. La défense des idées de Betteilheim par les psychanalystes est vraisemblablement à l'origine de la contestation des associations de parents d'enfants autistes, qui se sont opposés (parfois de façon agressive) à la prise en charge psychanalytique de l'autisme, et en ont défendu les causes biologiques ces dernières années. Durant les années 1980, la mère (américaine) d'un enfant autiste a retiré les livres de Bettelheim de sa bibliothèque locale et les a jetés, mobilisant d'autres parents pour qu'ils fassent de même lorsqu'ils ont été remplacés.
D'après Richard Pollack, l'hypothèse de la responsabilité des mères a été progressivement discréditée et abandonnée dans de très nombreux pays, dont les États-Unis, le Royaume-Uni et le Japon. Cependant, elle est toujours défendue et enseignée en France en 2005 : « Bettelheim reste encore une sorte de héros, et bon nombre de psychiatres et de psychanalystes français semblent continuer de penser que les parents ont une part de responsabilité dans la pathologie de leurs enfants, qu’ils demeurent toujours coupables pour une raison ou une autre, même si ce n’est plus aussi crûment dit ». Cette hypothèse est progressivement abandonnée en France, cependant, d'après Jean-Noël Trouvé (qui s'exprime en 2015), elle continue à faire des « ravages dans quelques « noyaux durs » de la psychopathologie ».
L'avis 102 du comité consultatif national d'éthique, rendu en novembre 2007 en France, incrimine la diffusion des idées défendues dans cet ouvrage comme étant responsable d'une souffrance inutile des mères d'enfants autistes en France : 

« Les théories psychanalytiques de l’autisme – les théories psychodynamiques, dont le concept de « forteresse vide » – proposées durant les années 1950 pour décrire et expliquer le monde intérieur des enfants
souffrant d’autisme, ont conduit à une mise en cause du comportement des parents, et en particulier des mères, décrites comme des « mères frigidaires », « mères mortifères » dans le développement du handicap. Considérer la mère comme coupable du handicap de son enfant, couper les liens de l’enfant avec sa mère, attendre que l'enfant exprime un désir de contact avec le thérapeute, alors qu'il a une peur panique de ce qui l'entoure, font mesurer la violence qu’a pu avoir une telle attitude, les souffrances qu’elle a pu causer, et l'impasse à laquelle cette théorie a pu conduire en matière d’accompagnement, de traitement et d’insertion sociale. »

— Jean Claude Ameisen.
L'hypothèse de Bettelheim est également citée comme responsable de l'absence d'une prise en charge éducative adaptée aux enfants autistes en France.

### Source primaire
- [Bettelheim 1998] Bruno Bettelheim (trad. de l'anglais par Roland Humery), La forteresse vide : l'autisme infantile et la naissance du soi, Paris, Gallimard, 1998 (1re éd. 1969), 862 p. (ISBN 2-07-040434-X et 9782070404346)

### Sources secondaires
- [Fitzpatrick 2005] (en) Michael Fitzpatrick, « Return to the fortress », Nature, vol. 438, no 7064,‎ novembre 2005, p. 26 (ISSN 1476-4687, DOI 10.1038/438026a, lire en ligne, consulté le 27 octobre 2022)
- [Leroy 2008] Martine Leroy, L'autisme en changement : de la théorie de la "forteresse vide" à la notion de "trouble envahissant du développement", 2008, 58 p.
- [Peeters 1988] Théo Peeters (trad. du néerlandais de Belgique par Brigitte de Nayer et Brigitte Nelles), Autisme : La forteresse éclatée, Pro Aid Autisme, décembre 1988, 143 p. (ISBN 2-907798-00-6 et 9782907798006, OCLC 19828507).
- [Pollack 2005] Richard Pollack, « Bettelheim l’imposteur », dans Le Livre Noir de la psychanalyse, Les Arènes, 2005 (lire en ligne), p. 533-548
- [Severson et Aune] Katherine DeMaria Severson, Denise Jodlowski et James Anrt Aune, « Bruno Bettelheim, Autism, and the Rhetoric of Scientic Authority », dans Autism and Representation, 2007 (ISBN 9780203935088, DOI 10.4324/9780203935088-8, présentation en ligne, lire en ligne).
- [Schreibman 2005] Laura Ellen Schreibman, The science and fiction of autism, Harvard University Press, 2005 (ISBN 0-674-01931-8 et 978-0-674-01931-7, OCLC 58451802, lire en ligne)
- Pamela Tytell, « Bettelheim Bruno (1903-1990) », sur www.universalis.fr (consulté le 27 novembre 2022)